# メネラウスの定理
メネラウスの定理（めねらうすのていり、英: Menelaus' theorem）とは、幾何学の定理の1つである。アレクサンドリアのメネラウスにちなんで名付けられた。

## 定理
任意の直線lと三角形ABCにおいて、直線lとBC、CA、ABの交点をそれぞれD、E、Fとする。この時、次の等式が成立する。
{\displaystyle {AF \over FB}\cdot {BD \over DC}\cdot {CE \over EA}=1}
なお、直線lは、三角形と共有点を持っても持たなくても良い。AからBに行くときにFを通り、BからCに行くときにDを通り、CからAに行くときにEを通る。つまり、A、ABとlの交点、B、BCとlの交点、C、CAとlの交点という順番でたどり、通る辺を順番に分数にすればよい。

## 証明の方針
証明法はさまざまあるが、ここでは代表的な方針を述べる。

### 証明1
ABに平行にCから伸ばした線とDEFとの交点をKとする。相似から
{\displaystyle \left|{\frac {BD}{DC}}\right|=\left|{\frac {BF}{CK}}\right|,\quad \left|{\frac {AE}{EC}}\right|=\left|{\frac {AF}{CK}}\right|}
が成り立つ。左式のCKを右式に代入、もしくは逆に右式を左式に代入し、整理すれば定理が導かれる。

### 証明2
ΔABCの各頂点から直線lに垂線をおろす。すると、3組の相似な直角三角形が現れるので、その相似比を考えればよい。

### 証明3
直線ADと直線BEの交点をGとすると
{\displaystyle {AF \over FB}\cdot {BD \over DC}\cdot {CE \over EA}\cdot \vartriangle AED={AF \over FB}\cdot {BD \over DC}\cdot \vartriangle CED={AF \over FB}\cdot \vartriangle BDE=\vartriangle AED}
△AED≠0より
{\displaystyle {AF \over FB}\cdot {BD \over DC}\cdot {CE \over EA}=1}

## 逆
メネラウスの定理は逆も成り立つ。すなわち、任意の三角形ABCに対して、直線AB、BC、CA上に点F、D、Eをとり、D、E、Fのうち三角形ABCの辺上にある点が0個あるいは2個の時、
{\displaystyle {AF \over FB}\cdot {BD \over DC}\cdot {CE \over EA}=1}
が成り立つならば、3点D、E、Fは、1直線上にある。